# Зводно
Зводно (на словенски: Zvodno) е село в Словения, Савински регион, община Целе. Според Националната статистическа служба на Република Словения през 2015 г. селото има 261 жители.